# 大丈夫日記
《大丈夫日記》（英語：The Diary of a Big Man）是1988年上映的一部香港愛情喜劇電影，由楚原執導，周潤發、葉蒨文、王祖賢、李子雄、吳家麗主演。票房收入接近二千萬港元，由周潤發、王祖賢、葉蒨文主唱的同名主題曲入圍第8屆香港電影金像獎最佳電影歌曲。

## 劇情
周定發（周潤發 飾）在中環一間金融機構工作時認識了兩位美女：空姐莎莉（葉蒨文 飾）和時裝店老闆祖兒（王祖賢 飾）。周定發同時喜歡兩人，於是就分別在法國和美國和兩人結婚。為了向兩人隱瞞對方的存在，周定發找了朋友志雄（李子雄 飾）幫忙，引發了一連串趣事。

## 演員
| 演員   | 角色     | 備註 |
| 周潤發 | 周定發   | 莎莉與祖兒之夫 志雄，家麗之同事兼好友                                                                                              |
| 王祖賢 | 祖兒     | 周定發之妻 志雄，家麗之好友 莎莉之情敵，後為好友並共同對付周定發 兩人於美國註冊 二人的婚姻代號為「美國股市」（周定發與志雄的暗號） |
| 葉蒨文 | 莎莉     | 周定發之妻 於法國巴黎註冊 祖兒之情敵，後為好友並共同對付周定發 二人的婚姻代號為「歐洲股市」（周定發與志雄的暗號）                  |
| 李子雄 | 志雄     | 周定發好友，協助周定發隱瞞重婚的事 家麗之未婚夫                                                                                    |
| 吳家麗 | 家麗     | 志雄之未婚妻 |
| 鄭則仕 | 鄭Sir    | 香港警察，懷疑周定發重婚 |
| 胡大為 | 小胡     | 鄭Sir馬仔 |
| 金燕玲 | 梅菜     | 鄭Sir上司 |
| 成奎安 | 劫匪頭目 | |
| 太保   | 劫匪     | |
| 黃霑   | 髮廊職員 | |
| 劉錫賢 | 醫生     | |

## 電影歌曲

### 主題曲
| 歌名           | 演唱者                 | 作曲 | 填詞 |
| 〈大丈夫日記〉 | 周潤發、王祖賢、葉蒨文 | 黃霑 | 黃霑 |

## 獎項
| 年份 | 頒獎典禮            | 獎項         | 名字                                                              | 結果 |
| ---- | ------------------- | ------------ | ----------------------------------------------------------------- | ---- |
| 1989 | 第8屆香港電影金像獎 | 最佳電影歌曲 | 〈大丈夫日記〉 主唱：周潤發、王祖賢、葉蒨文 作曲：黃霑 填詞：黃霑 | 提名 |
| 1989 | 第8屆香港電影金像獎 | 十大華語片   |                                                                   | 獲獎 |

## 外部連結
- 香港影庫上《大丈夫日記》的資料（繁體中文）
- 開眼電影網上《大丈夫日記》的資料（繁體中文）
- 豆瓣电影上《大丈夫日記》的資料 （简体中文）
- 时光网上《大丈夫日記》的資料（简体中文）
- AllMovie上《大丈夫日記》的资料（英文）
- 互联网电影数据库（IMDb）上《大丈夫日記》的资料（英文）